# 阿恩塔
阿恩塔（Antah），是印度拉贾斯坦邦Baran县的一个城镇。总人口26779（2001年）。

## 人口
该地2001年总人口26779人，其中男性14050人，女性12729人；0—6岁人口4640人，其中男2442人，女2198人；识字率60.53%，其中男性为71.13%，女性为48.83%。